# AH-G10

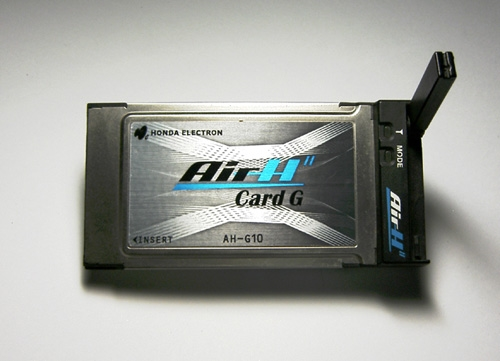
AH-G10
アンテナ展開時

AH-G10は、本多エレクトロン（現ネットインデックス）が開発した、PCカード形データ通信端末製品。

## 概要
2002年1月25日、DDIポケットのPHSデータ通信サービス、AirH"（現ウィルコムのAIR-EDGE）に対応したデータ通信端末として発売開始。同月17日に発表された4x パケット通信方式に対応した第一号機であり、最大128kbpsのデータ通信をサポートしている。
その他の機種には見られない本機独特の特徴として、PIAFSやフレックスチェンジ方式に非対応のパケット方式専用機である点が挙げられる。従って発売当初は、当時パケット方式に対応していた唯一の料金コースである「つなぎ放題コース」しか契約できなかった。その後、同じAIR-EDGE向けコースの「ネット25」やその他の音声向けコースでもパケット通信がサポートされたことから、現在ではPIAFS専用の「データパック」等を除くほぼ全ての料金コースに対応している。
製品には Windows 95、98、Me、NT 4.0、2000、XP、CE 2.0、2.11、3.0、Mac OS 8.5 ~ 9.1 に対応するセットアップ用のソフトウェアを収録したCD-ROMを同梱。パソコンのPCカード Type II スロットに挿入し、アンテナを立てて任意の方角に向けて使用する。
- 寸法: 54×10×110 ミリメートル（PCカード Type II 準拠）
- 重量: 50 グラム
- 対応通信方式: 4x / 2x / 1x パケット方式
- 消費電流: 150 （1x パケット通信時の平均）～ 200 mA （4x パケット通信時の平均）